# Zákány
Zákány (kroatisch Zakon oder Žakanj) ist eine ungarische Gemeinde im Kreis Csurgó im Komitat Somogy.  Sie liegt unmittelbar an der Grenze zu Kroatien.

## Sehenswürdigkeiten
- Römisch-katholische Kirche Szent Imre
- Szent-Imre-Statue (Szent Imre-szobor), erschaffen von János Nagy

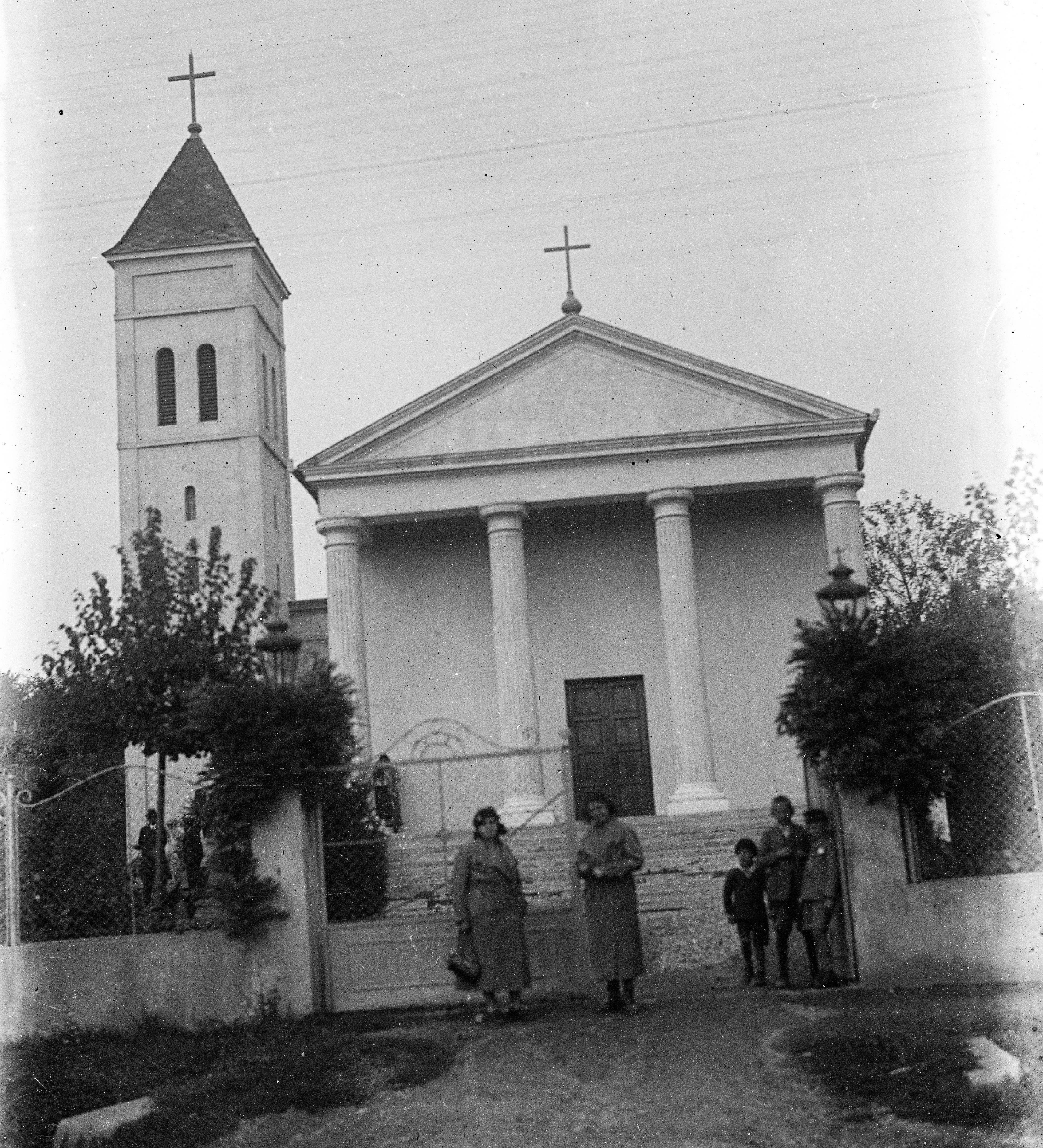
Röm.-kath. Kirche Szent Imre (1931)
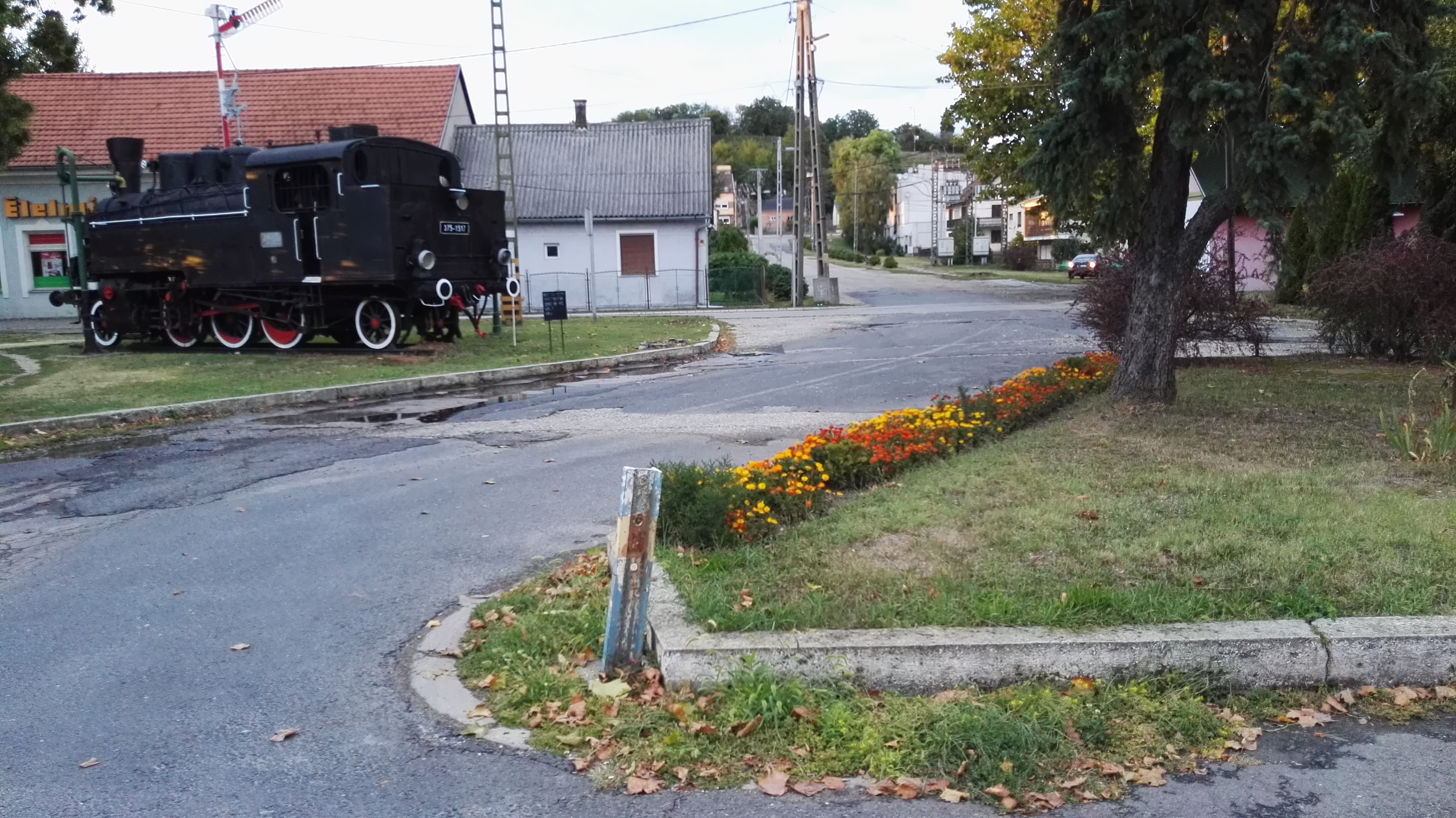
Lokomotive in Zákány

## Verkehr
Durch Zákány verläuft die Landstraße Nr. 6804. Die unmittelbar benachbarte Gemeinde Gyékényes ist ein Eisenbahnknoten mit Verbindungen nach Nagykanizsa, Dombóvár, Pécs,  Szombathely, Budapest und Zagreb in Kroatien.